# Testa del Gargano
Testa del Gargano este o arie protejată (arie specială de conservare — SAC, sit de importanță comunitară — SCI) din Italia întinsă pe o suprafață de 5.658 ha, din care 1 % marine.

## Poziția
Rezervația este situata în regiunea Apulia din sud-estul Italiei, pe pintenul cizmei italice.

## Înființare
Situl Testa del Gargano a fost declarat sit de importanță comunitară în iunie 1995 pentru a proteja 1 specie de plante și 17 specii de animale. Situl a fost protejat și ca arie specială de conservare în decembrie 2018.

## Biodiversitate
Situată în ecoregiunea mediteraneană, aria protejată conține 6 habitate naturale: tufărișuri termo-mediteraneene și de pre-deșert, peșteri marine scufundate complet sau parțial, păduri de pin mediteraneene cu pini mezogeni endemici, faleze cu vegetație de Limonium spp. endemic de pe coastele mediteraneene, pante stâncoase calcaroase cu vegetație casmofită, pseudostepă cu ierburi și specii anuale de Thero-Brachypodietea.
La baza desemnării sitului se află mai multe specii protejate:
- plante (1): Stipa austroitalica
- păsări (13): Calonectris diomedea, caprimulg (Caprimulgus europaeus), rândunică roșcată (Cecropis daurica), porumbel (Columba livia), porumbel de scorbură (Columba oenas), Falco eleonorae, șoim călător (Falco peregrinus), pescăruș-cu-cap-negru (Larus melanocephalus), Phalacrocorax carbo sinensis, sitar de pădure (Scolopax rusticola), turturică (Streptopelia turtur), sturzul viilor (Turdus iliacus), sturz-cântător (Turdus philomelos)
- mamifere (1): liliacul mare cu potcoavă (Rhinolophus ferrumequinum)
- nevertebrate (2): Euplagia quadripunctaria, Melanargia arge
- reptile (1): șarpele cu patru dungi (Elaphe quatuorlineata)

Pe lângă speciile protejate, pe teritoriul sitului au mai fost identificate 37 de specii de plante, 3 specii de amfibieni, 3 specii de nevertebrate, 5 specii de reptile.